# Chlorota paulistana
Chlorota paulistana är en skalbaggsart som beskrevs av Ohaus 1912. Chlorota paulistana ingår i släktet Chlorota och familjen Rutelidae. Inga underarter finns listade i Catalogue of Life.